# Marijuana: The Devil's Weed
Marihuana, ridistribuito anche come Marijuana: The Devil's Weed e Marihuana, the Weed with Roots in Hell! 	 (in italiano: Marijuana: l'Erbaccia diabolica) è un film d'exploitation del 1936 diretto da Dwain Esper, e scritto da sua moglie Hildegarde Stadie.
Il film è stato distribuito nelle sale statunitensi nel maggio del 1936 dalla Roadshow Attractions. La stessa casa di produzione ridistribuì il film nel 1938 insieme ad un corto intitolato How to Undress in Front of Your Husband.

## Trama
Il film racconta di Burma, una ragazza amante delle feste che però si ritroverà protagonista di rocambolesche avventure a causa della sua familiarità con la marijuana.

## Promozione

### Slogan
- Daring drug expose'
- Weed with roots in hell!
- Shame - horror - despair
- Lust Crime Sorrow Hate Shame Despair
- See the truth about the smoke from Hell!
- Weird orgies! Wild parties! Unleashed passions!
- A Puff—A Party—A Tragedy